# Jean-Yves Le Naour
Jean-Yves Le Naour, né le 26 avril 1972 à Meaux, est un historien et vulgarisateur français spécialiste de la Première Guerre mondiale et du XXe siècle. Il est également scénariste de bandes dessinées et de films documentaires.

## Biographie
Jean-Yves Le Naour soutient en 2000 une thèse de doctorat consacrée à la Première Guerre mondiale, qu'il publie en 2002. Auteur prolifique, certains de ses ouvrages sont publiés en langues étrangères (anglais, chinois, suédois, italien, espagnol, coréen, néerlandais).

## Publications

### Ouvrages
- Le soldat inconnu vivant, Hachette, coll. « La vie quotidienne », 2002, 225 p.
- Misères et tourments de la chair durant la Grande Guerre. Les mœurs sexuelles des Français (1914-1918), Aubier, 2002, 411 p.
- Histoire de l’avortement XIXe – XXe siècle (avec Catherine Valenti), Seuil, coll. « L’Univers historique », 2003, 400 p.[4].
- La Honte noire. L’Allemagne et les troupes coloniales françaises (1914-1945), Hachette-Littératures, 2004, 276 p.
- « La famille doit voter ! » Histoire du vote familial (XIXe – XXe siècle), Hachette-Littératures, 2005, 266 p.
- Marseille 1914-1918, Éditions Qui-Vive, 2005, 127 p.
- Le Corbeau. Histoire vraie d’une rumeur, Hachette-Littératures, 2006, 210 p.
- Claire Ferchaud, Jeanne d’Arc de la Grande Guerre, Hachette-Littératures, 2007, 285 p.
- Meurtre au Figaro. L’affaire Caillaux, Larousse, 2007.
- L’affaire Malvy. Le Dreyfus de la Grande Guerre, Hachette, 2007, 377 p[5].
- Le soldat inconnu. La guerre, la mort, la mémoire, Gallimard, 2008, collection « Découvertes », 111 p.
- Cartes postales de poilus (avec Georges Klochendler), First, 2008, 143 p.
- La Première Guerre mondiale  pour les nuls, First, 2008, 323 p.
- Dictionnaire de la Première Guerre mondiale, Larousse, 2008, 476 p [6].
- Nostradamus s’en va-t-en guerre. 1914-1918, Hachette-Littératures, 2008, 188 p.
- Histoire du XXe siècle, Hachette-Littératures, 2009, 570 p.
- On a volé le maréchal, Larousse, 2009, 203 p.
- Fusillés, Larousse, 2010, 332 p.
- Histoire de l’abolition de la peine de mort. Deux cents ans de combat, Perrin, 2011, 404 p.
- Désunion nationale. La légende noire des soldats du Midi, Vendémiaire, 2011, 190 p.
- Le dernier guillotiné, Paris, First, 2011, 190 p.
- Les soldats de la honte, Perrin, 2011, 276 p.
- 1914. La grande illusion, Perrin, 2012, 402 p.
- La Grande Guerre en archives colorisées, Géo Histoire, 2013, 512 p.
- La Grande Guerre en cartes postales, HC éditions, 2013.
- Qui a volé la Joconde ?, Vendémiaire, 2013, 154 p.
- Et le viol devint un crime (avec Catherine Valenti), Vendémiaire, 2014, 157 p.
- 1915. L’enlisement, Paris, Perrin, 2014, 388 p.
- 1916 : l'enfer, Perrin, 2014, 374 p.
- 1917 : la paix impossible, Perrin, 2015, 440 p.
- 1917 : la paix impossible, Perrin, 2015, 440 p.
- 1918 : l'étrange victoire, Perrin, 2016, 416 p[7].
- Front d’Orient 1914-1919. Les soldats oubliés, Éditions Gaussen, 2016, 205 p.
- Les oubliés de l’histoire, avec Jacques Malaterre, Flammarion, 2017, 343 p.
- Djihad 14-18, Perrin, 2017, 250 p.  (ISBN 9782262070830)[8],[9],[10].
- 1914-1918. L'intégrale, Perrin, 2018, 1598 p.
- L'assassinat de Georges Clemenceau, Perrin, 2019, 200 p.
- Fusillé sur son brancard. L'affaire Chapelant et les fantômes de la Grande Guerre, Armand Colin, 2019, 205 p.
- La gloire et l'oubli. Maurice Genevoix et Henri Barbusse témoins de la Grande Guerre, Michalon, 2020, 219 p[11].
- 1919-1921. Sortir de la guerre, Perrin, 2020, 544 p.[12].
- 1922-1929. Les années folles ?, Perrin, 2022, 450 p.
- 1929-1935. La crise, Perrin, 2024, 396 p.

### Bandes dessinées
- Le vol de la Joconde, textes et dialogues, dessins de Didier Bontemps, bande dessinée, Roymodus, 2012, 48 p.
- Le Soldat inconnu vivant, textes et dialogues, dessins de Mauro Lirussi, bande dessinée, Roymodus, 2012, 92 p.
- Les taxis de la Marne, textes et dialogues, dessins de Claude Plumail, bande dessinée, Bamboo, 2014, 46 p.
- François-Ferdinand, textes et dialogues, dessins de Chandre, bande dessinée, Bamboo, 2014, 46 p.
- La faute au Midi, textes et dialogues, dessins de A.Dan, bande dessinée, Bamboo, 2014, 46 p.
- La petite fille qui voulait voir la guerre, textes et dialogues, dessins de Christelle Galland, Bamboo, 2018, 46 p.
- A bâbord toute ! Histoire de la gauche en BD, dessins de Marko, Dunod, 2021, 128 p.
- A tribord toute ! Histoire de la droite en BD, dessins de Marko, Dunod, 2022, 128 p.
- L'affaire Markovic, dessins de Manu Cassier, Bamboo, coll. Grand Angle, 2022, 84 p[13].
- Gisèle Halimi, l'insoumise. Avocate pour changer le monde, dessins de Marko, Dunod, 2023, 128 p.
- Comète. La ligne d'évasion, dessins de Iñaki Holgado, story board de Marko, Bamboo, 2023, 46 P.
- Le Crétin qui a gagné la Guerre Froide, scénario de Jean-Yves Le Naour, dessins de Cédrick Le Bihan, Grand Angle, 2024.

#### Séries
Charles de Gaulle
- 1 1916-1921 : Le prisonnier, Bamboo, coll. Grand Angle, 2015. Dessins de Claude Plumail[14].
- 2 1939-1940 : L'homme qui a dit non, Bamboo, col. Grand Angle, 2016.
- 3 1944 : L'heure de vérité, Bamboo, coll. Grand Angle, 2017[15].
- 4 1958-1968 : Joli mois de mai, Bamboo, coll. Grand Angle, 2018.

Les compagnons de la Libération
- Général Leclerc, dessins de Frédéric Blier, Bamboo, coll. Grand Angle, 2019[16].
- Jean Moulin, dessins de Inaki Holgado et mise en scène de Marko, Bamboo, coll. Grand Angle, 2019 [17].
- Philippe Kieffer, dessins de Frédéric Blier, Bamboo, coll. Grand Angle, 2021.
- Hubert Germain, dessins de Alain Mounier, Bamboo, coll. Grand Angle, 2022.
- L'île de Sein, dessins de Brice Goepfert, Bamboo, coll. Grand Angle, 2022.
- Vassieux en Vercors, dessins de Claude Plumail., Bamboo, coll. Grand Angle, 2023 [18].
- Grenoble, dessins de Philippe Tarral, Bamboo, coll. Grand Angle, 2024.

Verdun
- Verdun : avant l'orage, textes et dialogues, dessins de Inaki Holgado et mise en scène de Marko, bande dessinée, Bamboo, 2016, 46 p.
- Verdun : l'agonie du fort de Vaux, textes et dialogues, dessins de Inaki Holgado et mise en scène de Marko , bande dessinée, 2017, 46 p.
- Verdun : les fusillés de Fleury, textes et dialogues, dessins de Inaki Holgado et mise en scène de Marko, bande dessinée, 2018, 46 p.

## Documentaires
- Le Soldat inconnu vivant, documentaire de Joël Calmettes, d'après l'œuvre de Jean-Yves Le Naour, France, 2004, 55 min.
- La dernière bataille du soldat inconnu, Christophe Weber (réalisateur)/Jean-Yves Le Naour (consultant scientifique) produit par Sunset et l'Institut national de l'audiovisuel (Ina) pour France 5, 2008, 52 min.
- Les Français dans la Grande Guerre, Cédric Condom/Jean-Yves Le Naour, produit par Emmanuel Migeot (Kilaohm productions) et l’Établissement de communication et de production audiovisuelle de la Défense (ECPAD) pour la chaîne Histoire, 2008, 52 min.
- Filmer la guerre : filmer la guerre d'Indochine, Cédric Condom/Jean-Yves Le Naour, produit par Emmanuel Migeot (Kilaohm productions), l’ECPAD, Histoire. Documentaire série (no 1/2), 2009, 52 min.
- Filmer la guerre : filmer la guerre d'Algérie, Cédric Condom/Jean-Yves Le Naour, produit par Emmanuel Migeot (Kilaohm productions), l’ECPAD, Histoire. Documentaire Série (no 2/2), 2009, 52 min.
- Notre ami l'empereur Bokassa, Cédric Condon/Jean-Yves Le Naour, produit par Emmanuel Migeot (Kilaohm productions), France 3, 2011,52 min.
- Le dernier guillotiné, Cédric Condom/Jean-Yves Le Naour, produit par Emmanuel Migeot (Kilaohm productions), Planète Justice, 2011, 52 min.
- Les procès de l'histoire - L'Affaire Henriette Caillaux, Ghislain Vidal, Injam Production, 2011.
- Nos salles obscures, Nicolas Lévy-Beff/Jean-Yves Le Naour, produit par Emmanuel Migeot (Kilaohm productions), Histoire, 2012, 52 min.
- On a volé le Maréchal, Cédric Condon/Jean-Yves Le Naour, produit par Emmanuel Migeot (Kilaohm productions), France 3, 2012, 52 min.
- Le procès du viol, Cédric Condon/Jean-Yves Le Naour, produit par Emmanuel Migeot (Kilaohm productions), France 3, 2013, 52 min. Prix du public au festival de Pessac [19].
- Les Français du jour J, Cédric Condon/Jean-Yves Le Naour, produit par Emmanuel Migeot (Kilaohm productions) France 3, 2014, 90 min.
- Quand la Grande Guerre rend fou, Grégory Laville/Jean-Yves Le Naour, produit par Kilaohm productions, France 3, 2014, 52 min.
- Corée : nos soldats oubliés, Cédric Condon/Jean-Yves Le Naour, produit par Kilaohm productions, France 3, 2016, 52 min.
- La Fayette nous voilà !, Grégory Laville/Jean-Yves Le Naour, produit par Kilaohm productions, France 3, 2017, 52 min.
- Les oubliés de l'histoire, série, Arte, 20x26 min, avec Jacques Malaterre.
- La Grande Guerre de tous les Français, Cédric Condon/ Jean-Yves Le Naour/Adila Bennedjaï-Zou, produit par Kilaohm productions, France 3, 2018, 90 min.
- L'Affaire Markovic. Coup bas chez les gaullistes, Cédric Condon/Jean-Yves Le Naour, produit par Kilaohm productions, France 5, 2019, 52 min.
- Les derniers tirailleurs, Cédric Condon/ Jean-Yves Le Naour, produit par Kilaohm productions, France 5, 2020, 52 min.
- 1871 - La Commune, portraits d’une révolution, Cédric Condon/Jean-Yves Le Naour, produit par Kilaohm productions, France 5, 2021, 52 min.
- Gisèle Halimi. La cause des femmes, Cédric Condon/Jean-Yves Le Naour, produit par Kilaohm productions, France 5, 2022, 62 min [20].
- Le baron et l'empereur. Japon, le choix de la guerre, Cédric Condon/Jean-Yves Le Naour, produit par Kilaohm productions, France 5, 2023, 52 min.

## Distinctions
- 2008 : prix Henri-Hertz pour L'Affaire Malvy.
- 2011 : prix Jean-Charles Sournia de l'Académie de médecine.
- 2011 : Grand prix du livre d'histoire Ouest-France pour Les Soldats de la honte[21].
- 2013 : prix du public au festival international du film d'histoire de Pessac, 2013, pour Le procès du viol.
- 2014 : prix de l'Académie de Marseille pour La faute au Midi.
- 2016 : prix du public au FIPA 2016 pour Corée : nos soldats oubliés.
- 2020 :Prix Félix de Beaujour pour La gloire et l'oubli.
- 2024 : prix Melouha-Moliterni (droits de l'Homme), festival de BD d'Aubenas pour Comète.
- 2024 : Lauréat du label du film d'utilité publique.
- 2024 : prix Valérien (prix de la BD sur la Résistance pour Grenoble)